# Tom Aikens
Tom Aikens (né en 1970) est un chef cuisinier anglais étoilé au Guide Michelin.

## Biographie

### Jeunesse
Tom Aikens est né à Londres en 1970, dans une famille de négociants de vin. La famille possède une grange en Auvergne, ce qui permet à Tom Aikens de voyager en France pendant son enfance et de s'initier à la gastronomie française et à ses spécialités régionales. Il étudie la cuisine à la Norwich City College Hotel School.

### Carrière professionnelle
Sa première expérience professionnelle a lieu au sein du restaurant étoilé de David Cavalier à Battersea (district de Londres). Il travaille ensuite dans le quartier de Chelsea, où il intègre la brigade de Pierre Koffman au restaurant La Tante Claire, qui remporte une troisième étoile dans le Guide Michelin pendant son expérience là-bas. Il travaille avec Philip Britten au Capital Hotel et comme sous-chef au Pied à Terre de Charlotte Street, sous la supervision de Richard Neat. Il part ensuite à Paris pour collaborer aux côtés de Joël Robuchon, puis à Reims pour rejoindre la brigade de Gérard Boyer.
Tom Aikens retourne ensuite au Royaume-Uni en tant que chef de cuisine du Pied à Terre. À 26 ans, il y devient alors le plus jeune chef britannique à avoir reçu deux étoiles au Guide Michelin. Après cinq ans d'exercice, il en est renvoyé pour avoir marqué la main d'un apprenti avec un couteau à palette brûlant.
En 2003, Tom Aikens ouvre son propre restaurant éponyme à Chelsea. Le 12 janvier 2012, le restaurant rouvre ses portes après d'importants travaux de rénovation. En janvier 2014, il fait déménager son restaurant dans le centre-ville de Londres.
Le deuxième restaurant d'Aikens, le Tom's Kitchen, de style brasserie, a ouvert ses portes à Chelsea en 2006. En 2008, Tom Aikens ouvre le Tom's Place qui, faute de succès, ferme six mois plus tard, créant des problèmes financiers pour son groupe de restaurants. Tom Aikens vend ses deux restaurants restants à TA Holdco Ltd après leur en avoir délégué la gestion fin 2008,.
Grâce à un partenariat avec Compass Group, Tom Aikens lance Tom's Terrace, Tom's Deli et un deuxième restaurant Tom's Kitchen à Somerset House, en septembre 2009. En juin 2013, il ouvre un restaurant de style brasserie de 130 places à Canary Wharf. Le groupe de Tom Aikens compte désormais plusieurs restaurants Tom's Kitchen (quatre à Londres, un à Birmingham et un à Istanbul) et trois autres restaurants haut de gamme à travers le monde.

### Carrière à la télévision
Tom Aikens est l'un des quatre Iron Chefs d'Iron Chef UK, une émission culinaire diffusée sur Channel 4. Il est apparu sur Market Kitchen sur  UK Good Food Channel ainsi que sur Great British Menu, en 2011 et 2013. Tom Aikens est également apparu dans plusieurs épisodes du programme Great Chefs.

### Publications
- (en) Tom Aikens Cooking, Londres, Ebury Press, 2006 (ISBN 9780091910013)
- (en) Fish, Londres, Ebury Press, 2008 (ISBN 9780091924928)
- (en) Easy, Londres, Ebury Press, 2011 (ISBN 9780091924935)